# Mosty w Puławach
Mosty puławskie – dzieje mostów na terenie miasta Puławy.

## Charakterystyka
Pierwsze konstrukcje mostowe były drewniane i niezbyt wytrzymałe. Dotyczyło to mostów wybudowanych przez wojska rosyjskie, które to mosty były zrywane przez wody roztopowe na Wiśle. Wyjątkiem okazała się konstrukcja (drewniana), wraz z bramą tyrolską, wybudowana w 1916 roku przez zaborców austriackich, która przetrwała przez niemal 18 lat, aż do jesieni 1934 roku. Wtedy oddano do użytku pierwszy most wybudowany od podstaw w II Rzeczypospolitej. Była to także pierwsza przeprawa mostowa o konstrukcji metalowej w powiecie puławskim. W lipcu 2008 roku nastąpiło oddanie do użytku nowej przeprawy, która jest częścią Północnej Obwodnicy Puław. Most o długości 1038 m składa się z 15 podpór z przęsłem o długości 212 m. Konstrukcja jest unikatowa w skali Polski, a także Europy.

## Historia

### Przed I wojną światową
- Wojna polsko-rosyjska 1792 roku

Po bitwie pod Dubienką książę J. Poniatowski postanowił przenieść linię frontu za Wisłę. Starał się on zgromadzić w rejonie Puław całe zaplecze swojej armii. Aby zabezpieczyć drogę odwrotu polecił zbudować most na Wiśle, jego budową kierował Sierakowski. Most został zbudowany w dniach 21-25 lipca 1792 roku. Pierwotnie miał to być most „łyżwowy” (rodzaj wydłużonych, płaskich czółen), jednak ze względu na brak czasu zdecydowano się na most na tzw. „szkutach” (rodzaj pontonów), był to most (prawdopodobnie) 42 pontonowy. Wydatnej pomocy przy budowie mostu udzieliła księżna Izabela Czartoryska, która zaopatrzyła budowę w materiały ze swoich dóbr.
- Wojna polsko-austriacka 1809 roku.

Po przegranej pod Jedlińskiem bitwie generał Zajączek zatrzymał się 12 czerwca w Kozienicach, skąd wysłał w kierunku Puław szpicę pod dowództwem szefa szwadronu 7 pułku jazdy Załęskiego do rosyjskiego generała Lewisa, przebywającego w rejonie Puław. Załęski wrócił z wiadomością, że po lewej stronie Wisły znajduje się już szwadron kozaków, a Lewis przystąpił do budowy mostu. Po zajęciu 14 czerwca Góry Puławskiej okazało się, że mostu nie ma. W związku z tym generał Zajączek, przy ogromnej pomocy księżnej Czartoryskiej i jej dworu, w ciągu 6 godzin zbudował most i przeprawił po nim swoje wojska, następnie udał się do Pniowa nad Sanem, aby dołączyć do Kwatery Głównej księcia Józefa Poniatowskiego. Po zreorganizowaniu armii zamiarem księcia Poniatowskiego był powrót na lewy brzeg Wisły w okolicach Kazimierza, połączenie się z wojskami Dąbrowskiego i Sokolnickiego, następnie rozbicie wojsk austriackich i zajęcie Krakowa przed Rosjanami. Realizując wytyczne księcia podpułkownik Mallet zbudował 24 czerwca pod Puławami most przez Wisłę. J. Poniatowski uznał, że most postawiony przez Malleta znajduje się w niedogodnym miejscu i rozkazał zbudować drugi. Ten most usytuowany został naprzeciwko wsi Jaroszyn, był to most „łyżwowy”, nadzór nad budową sprawowali Potier, Kołaczkowski i Prądzyński.

### I wojna światowa
- Na początku I wojny światowej Rosjanie wybudowali pierwszy w Puławach stały, wysokowodny most na Wiśle. Była to konstrukcja drewniana, która szybko uległa zniszczeniu (wezbrane wody Wisły).
- Następnie w 1916 roku wojska austriackie wybudowały most (oddany 7 października), również drewniany, którego wjazd od strony Puław zdobiła piękna brama w stylu tyrolskim. Brama ta, zniszczona podczas drugiej wojny światowej, nigdy nie została odbudowana, jednak resztki jej przyziemia zachowały się do dzisiaj. Brama mostowa stanowiła bardzo charakterystyczny element architektury Miasta.
- Most ten przetrwał do jesieni 1934 roku, wtedy to został zastąpiony przez most imienia Ignacego Mościckiego.

### XX-lecie międzywojenne
- Na jesieni 1934 roku oddano do użytku Most im. Ignacego Mościckiego, która zastąpiła stary zużyty most austriacki (stary most został rozebrany). Most został zbudowany przez „Towarzystwo Przemysłu Metalowego >>K. Rudzki i Spółka<< SA” oraz Hutę Królewską w Chorzowie. Długość mostu wynosiła 483 metry, zaś szerokość 12 metrów (tyle samo co ówczesny).

### II wojna światowa
Po rozpoczęciu działań wojennych w nocy z 10 na 11 września 1939 roku oddziały polskie uszkodziły strefę podparcia przęsła zawieszonego nad pierwszym filarem od strony Puław. Wojska niemieckie po wkroczeniu do miasta dokonały prowizorycznej naprawy uszkodzonego przęsła mostu, oddając go do ruchu jeszcze we wrześniu 1939 roku, po przejściu frontu Niemcy podnieśli uszkodzone przęsło. W stanie pełnej sprawności technicznej i eksploatacyjnej most przetrwał do lipca 1944 roku.
25 lipca 1944 roku około godz. 20.00, wycofujące się wojska niemieckie zniszczyły most, wysadzając ładunkami wybuchowymi górne części filarów nurtowych i niszcząc przęsła wspornikowe w środku ich rozpiętości.

### Lata powojenne

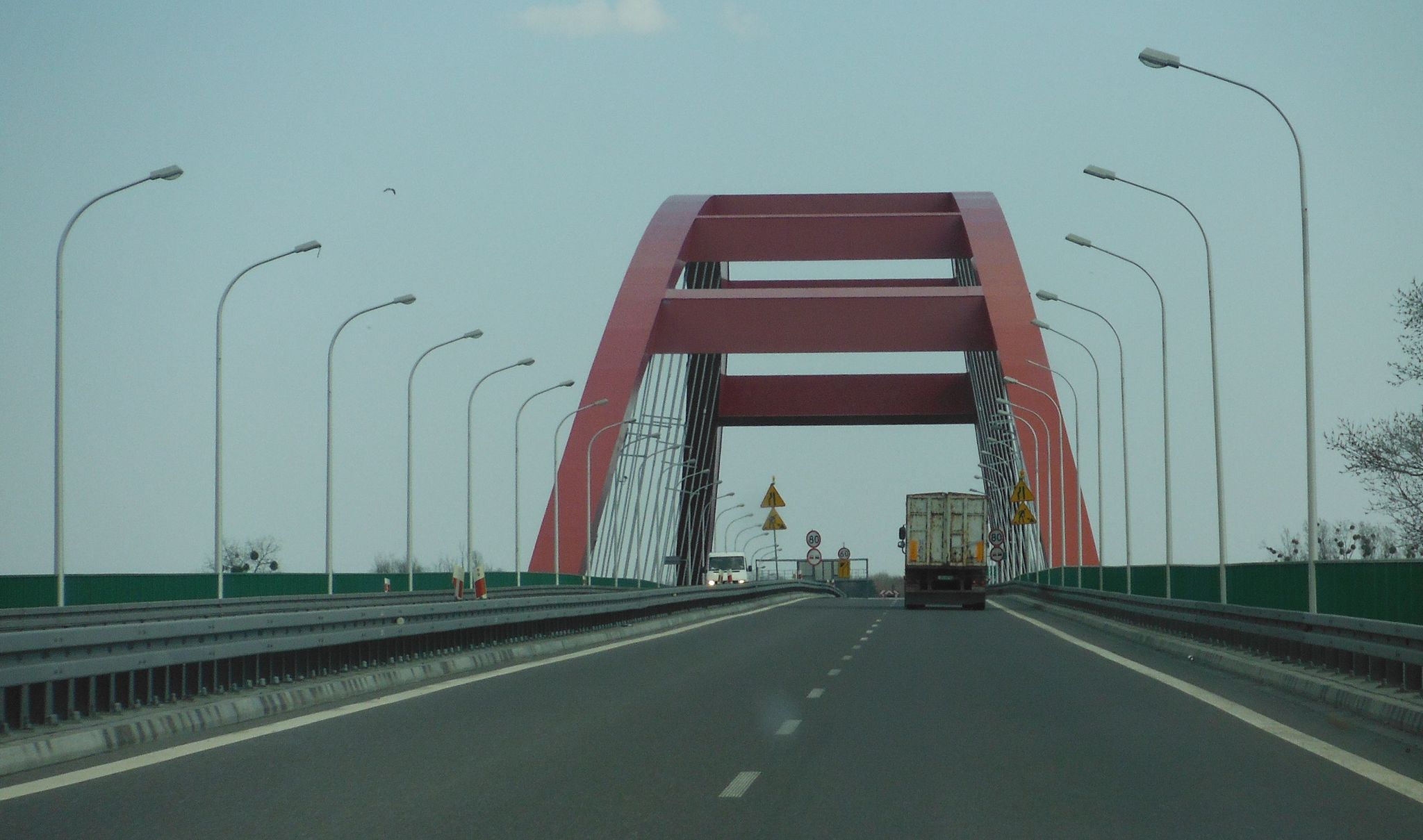
Most im. Jana Pawła II w Puławach

Dla potrzeb ruchu, w marcu 1945 roku, wybudowany został przez saperów Armii Czerwonej wysokowodny, drewniany most tymczasowy, zlokalizowany kilkadziesiąt metrów w górę rzeki od mostu stalowego. Most ten był szalowany balami. W 1947 roku, podczas wiosennej powodzi spływające masy wód zerwały jego dwa przęsła. Materiał uzyskany z tego mostu wykorzystano później do budowy szkoły we Włostowicach, schroniska PTTK oraz (częściowo) przedszkola w Wólce Profeckiej.
W maju 1948 oddano tymczasowy most pontonowy, który przetrwał do 1949 roku.
Most Mościckiego zaczęto odbudowywać w 1946 roku, początkowo robiła to prywatna firma budowlana Mieczysława Gościckiego i Leona Mroczka, jednak w czerwcu 1947 roku doszło do zawalenia się (podczas podnoszenia) nieuszkodzonego przęsła mostu – zginęło wówczas pięciu robotników, a dziewiętnastu odniosło rany. Wtedy to odbudowę przejął Okręgowy Zarząd Budowy Mostów Drogowych w Kielcach. Ostatecznie most został dopuszczony do użytku w dniu 29 czerwca 1949 roku.
W 1996 roku most został gruntownie zmodernizowany, zmieniono nawierzchnię brukową na asfaltową.
11 lipca 2008 roku uroczyście otwarto nowy most im. Jana Pawła II, będący częścią I etapu Północnej Obwodnicy Puław. Prace rozpoczęły się 7 marca 2006 roku i trwały do czerwca 2008 roku. Długość mostu to 1038 metrów, a szerokość 22,3 metra. Jest najdłuższym mostem łukowym w Polsce i trzecim pod względem długości w Europie.